# Lou Perryman
Louis Byron (Lou) Perryman, ps. Lou Perry (1942 - Austin, 2 april 2009) was een Amerikaans acteur.
Perryman speelde mee in verschillende televisiereeksen en films als The Blues Brothers, Boys Don't Cry en The Texas Chainsaw Massacre 2. Hij speelde ook mee in de originele versie van The Texas Chainsaw Massacre. Perryman werd in april 2009 in zijn huis in Austin doodgestoken.